# Tontelea lanceolata
Tontelea lanceolata là một loài thực vật có hoa trong họ Dây gối. Loài này được (Miers) A.C. Sm. miêu tả khoa học đầu tiên năm 1940.